# 柴基夫卡 (哈爾科夫區)
50°4′44″N 36°11′35″E / 50.07889°N 36.19306°E
柴基夫卡（烏克蘭語：Чайківка）是位於烏克蘭東部的村莊，由哈爾科夫州哈爾科夫區的小丹尼利夫卡市鎮負責管轄。該村處於洛佐溫卡河右岸，面積0.13平方公里，海拔高度127米，2001年人口21。